# Fagraea carstensensis
Fagraea carstensensis är en gentianaväxtart som beskrevs av Herbert Fuller Wernham. Fagraea carstensensis ingår i släktet Fagraea och familjen gentianaväxter. Inga underarter finns listade i Catalogue of Life.